# Waterbasket

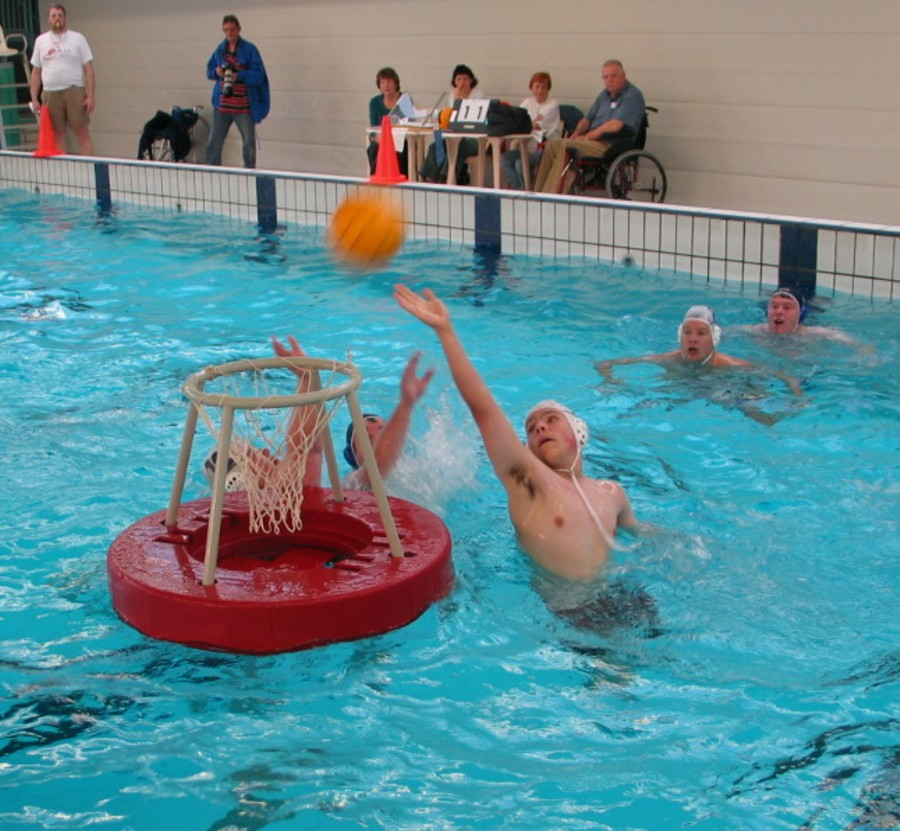
Partido de waterbasket.

Waterbasket es un deporte acuático, que mezcla las normas del baloncesto y el waterpolo y se juega en una piscina. Es un juego poco jugado.
En EE. UU., Brasil, y Europa, se organizan algunos partidos para desarrollar este deporte.
En 2005, la Federación Italiana de Baloncesto lo reconoció como una modalidad del mismo.
En Holanda, se practica el waterbasket desde la década de 1970 (aunque fue inventada unos años antes por Francesco Rizzuto). Además de los torneos regulares, también se organiza un campeonato nacional donde los mejores equipos compiten por el campeonato oficial nacional de Waterbasket.
Su inventor, Francesco Rizzuto en 1986, inventó este deporte con la finalidad de que dos equipos (de cinco jugadores cada uno) lanzarán a  la meta (en posesión del balón) durante cierto período de tiempo. Es decir, el juego consiste en encestar las máximas canastas posibles.
Aparte de ser divertido, este deporte, proporciona resistencia física y nos fortalece dentro de un medio desconocido como es el agua.Los equipos constan de cinco jugadores cada uno, deben disparar a meta como todo juego de pelota dentro de un tiempo de 30 segundos.
Se destaca que el reglamento se explica con claridad que no se puede ni salpicar al rival ni bloquear su movimiento poniéndote demasiado cerca y mucho menos agarrando. Otra cosa del reglamento, es que sería "dobles" avanzar con el balón cogido con las dos manos o hundirlo lejos del alcance del rival. No hay límite de pases.